# Raymond Lohr
Raymond Lohr (Luxemburg-Stad, 1955) is een Luxemburgs beeldhouwer en onderwijzer. Als kunstenaar gebruikt hij het pseudoniem Raymond L.

## Leven en werk
Lohr volgde een opleiding tot timmerman. In de jaren 70 volgde hij beeldhouwlessen bij Josy Jungblut. Hij behaalde in 1984 zijn diploma aan de Pädagogischen Hochschule in Mannheim en werd bij terugkeer in Luxemburg onderwijzer. Later verdiepte hij zich verder in de beeldhouwkunst bij Pierre Weber (1992-1994) en in Pietrasanta bij Cesare Riva (1996).
In 2000 opende Lohr een beeldhouwatelier in een voormalige timmermanswerkplaats in Helmsange in de gemeente Walferdange. In 2006 was hij stichtend lid van de Walfer Kulturschapp, waarvan hij ook voorzitter (2006-2019) was.

## Enkele werken
- Ecoute III, marmeren sculptuur bij het Lycée Josy-Barthel Mamer in Mamer
- Evolution III, marmeren sculptuur bij de Luxemburgse ambassade in Brussel